# Isabella Castillo
Isabella Castillo  (Havanna, Kuba, 1994. december 23. –) kubai színésznő és énekesnő.

## Élete és pályafutása
Isabella Castillo 1994. december 23-án született Havannában. 2010-ben szerepet kapott az El Fantasma de Elena című telenovellában. 2011-ben megkapta a Grachi című sorozat címszerepét 3 évadon keresztül Andrés Mercado mellett. 2013-ban kiadta első albumát Soñar no cuesta nada címmel.

## Filmográfia
| Év        | Cím                  | Szerep                            | Megjegyzés                               |
| --------- | -------------------- | --------------------------------- | ---------------------------------------- |
| 2010–2011 | El Fantasma de Elena | Andrea Girón                      | tv-sorozat; 117 epizód                   |
| 2011–2013 | Grachi               | Graciela "Grachi" Alonso          | tv-sorozat; főszerep, 3 évad, 205 epizód |
| 2014      | Tierra de Reyes      | Alma Gallardo / Verónica Saldívar | tv-sorozat; vendégszerep                 |

## Diszkográfia
- 2013:Soñar no cuesta nada

## Díjak és jelölések
| Év   | Díj                                 | Kategória                         | Cím                                         | Eredmény |
| ---- | ----------------------------------- | --------------------------------- | ------------------------------------------- | -------- |
| 2005 | USA World Showcase                  | Legjobb gyerek énekes             |                                             | Elnyerte |
| 2007 | South Miami Middle Community School | Kimagasló Magnet teljesítmény     |                                             | Elnyerte |
| 2008 | Gran Via Award                      | Legjobb felfedezett a zenében     | El diario de Ana Frank - Un canto a la vida | Elnyerte |
| 2011 | Kids' Choice Awards México          | Kedvenc női karakter a sorozatban | Grachi                                      | Elnyerte |
| 2011 | Kids' Choice Awards Argentina       | TV felfedezett                    | Grachi                                      | Jelölve  |
| 2012 | Kids' Choice Awards                 | Kadvenc latin művész              | Grachi                                      | Elnyerte |
| 2012 | Kids' Choice Awards México          | Kedvenc színésznő                 | Grachi                                      | Jelölve  |
| 2012 | Kids' Choice Awards Argentina       | Kedvenc színésznő                 | Grachi                                      | Elnyerte |
| 2012 | Meus Prêmios Nick                   | Kedvenc színésznő                 | Grachi                                      | Elnyerte |
| 2012 | Meus Prêmios Nick                   | Kedvenc TV karakter               | Grachi                                      | Elnyerte |
| 2013 | Kids' Choice Awards                 | Kedvenc latin szólista            | Grachi                                      | Elnyerte |
| 2013 | Kids' Choice Awards México          | Kedvenc színésznő                 | Grachi                                      | Jelölve  |
| 2013 | Kids' Choice Awards México          | Kedvenc latin szólista            |                                             | Jelölve  |
| 2013 | Kids'Choice Awards Argentina        | Kedvenc latin szólista            |                                             | Elnyerte |
| 2013 | TKM Awards                          | TKM női ének                      |                                             | Jelölve  |
| 2013 | TKM Awards                          | TKM CD                            | Soñar no Cuesta Nada                        | Jelölve  |
| 2013 | TKM Awards                          | TKM ének                          | Esta canción                                | Jelölve  |